# 루퍼트 왕자의 눈물

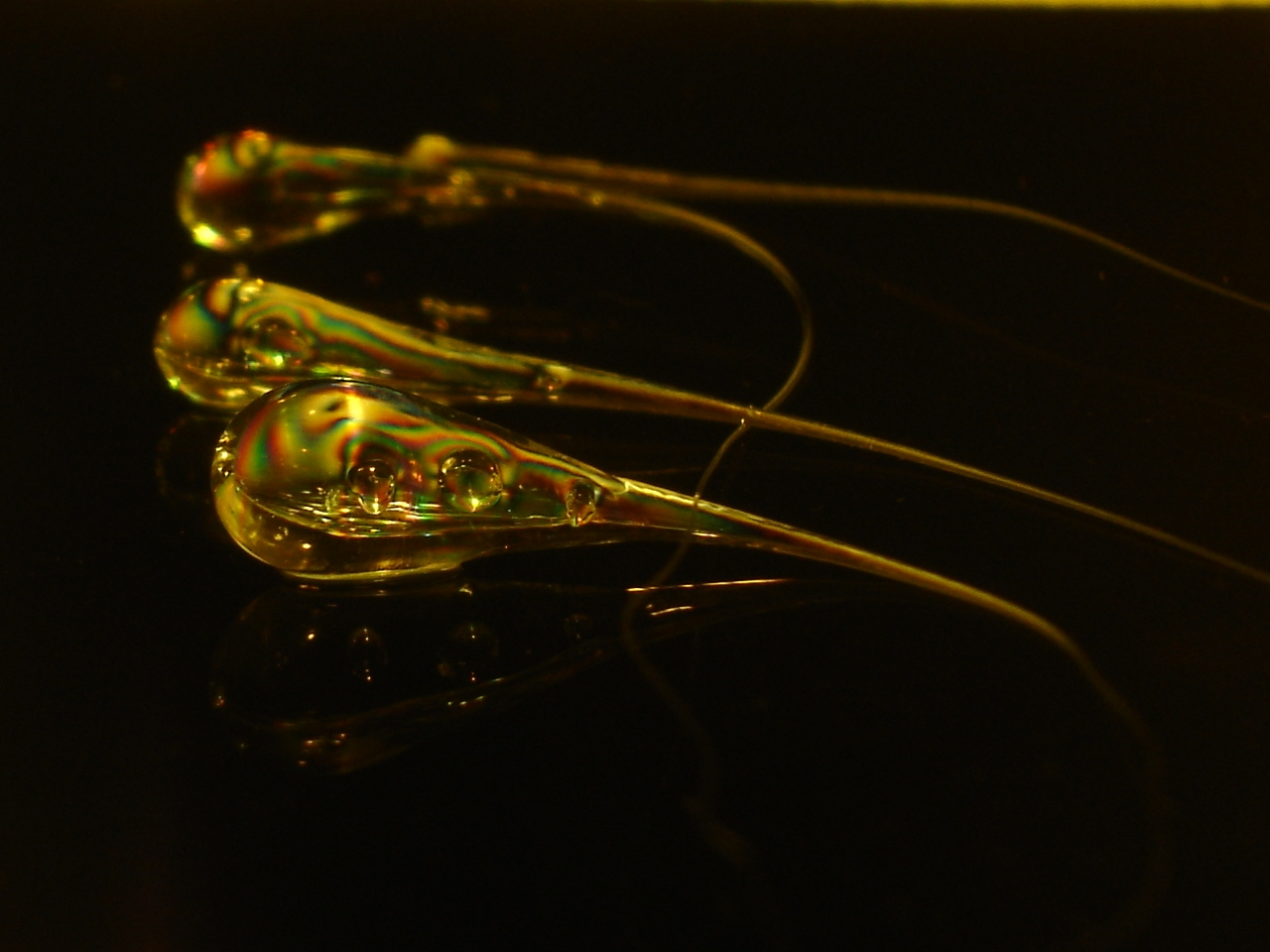
루퍼트 왕자의 눈물

루퍼트 왕자의 눈물(Prince Rupert's drop) 또는 네덜란드 눈물(Dutch tears), 바타비아 눈물(Batavian tears)은 녹은 유리를 찬물에 떨어뜨려 만든 강화 유리 구슬로, 긴 꼬리가 달린 올챙이 모양의 방울 형태로 굳는다. 이 방울은 내부에 매우 높은 잔류 응력이 있다는 특징이 있는데, 이로 인해 직관에 반하는 특성을 보인다. 예를 들어 둥근 머리 부분은 망치나 총알의 타격을 견딜 수 있지만, 꼬리 부분이 조금이라도 손상되면 폭발적으로 산산조각 난다. 자연계에서는 화산 용암이 특정 조건에서 이와 유사한 구조물을 만들어내는데, 이를 펠레의 눈물이라고 한다.
방울의 이름은 1660년 잉글랜드에 이것을 소개한 라인공 루퍼트의 이름을 따서 명명되었다. 그러나 17세기 초반에 이미 네덜란드에서 제작되고 있었다는 기록이 있으며, 유리 제작자들은 이보다 훨씬 이전부터 이 방울을 알고 있었을 것으로 추정된다. 왕립학회는 루퍼트 왕자의 눈물을 과학적 호기심의 대상으로 연구했으며, 이 특이한 성질의 원리를 밝히는 과정은 아마도 1874년 특허를 받은 강화 유리 제조 공정 개발로 이어졌을 것이다. 20세기와 21세기에 수행된 연구들은 이 방울이 지닌 상반된 특성의 원인을 더욱 명확하게 규명하였다.

## 설명

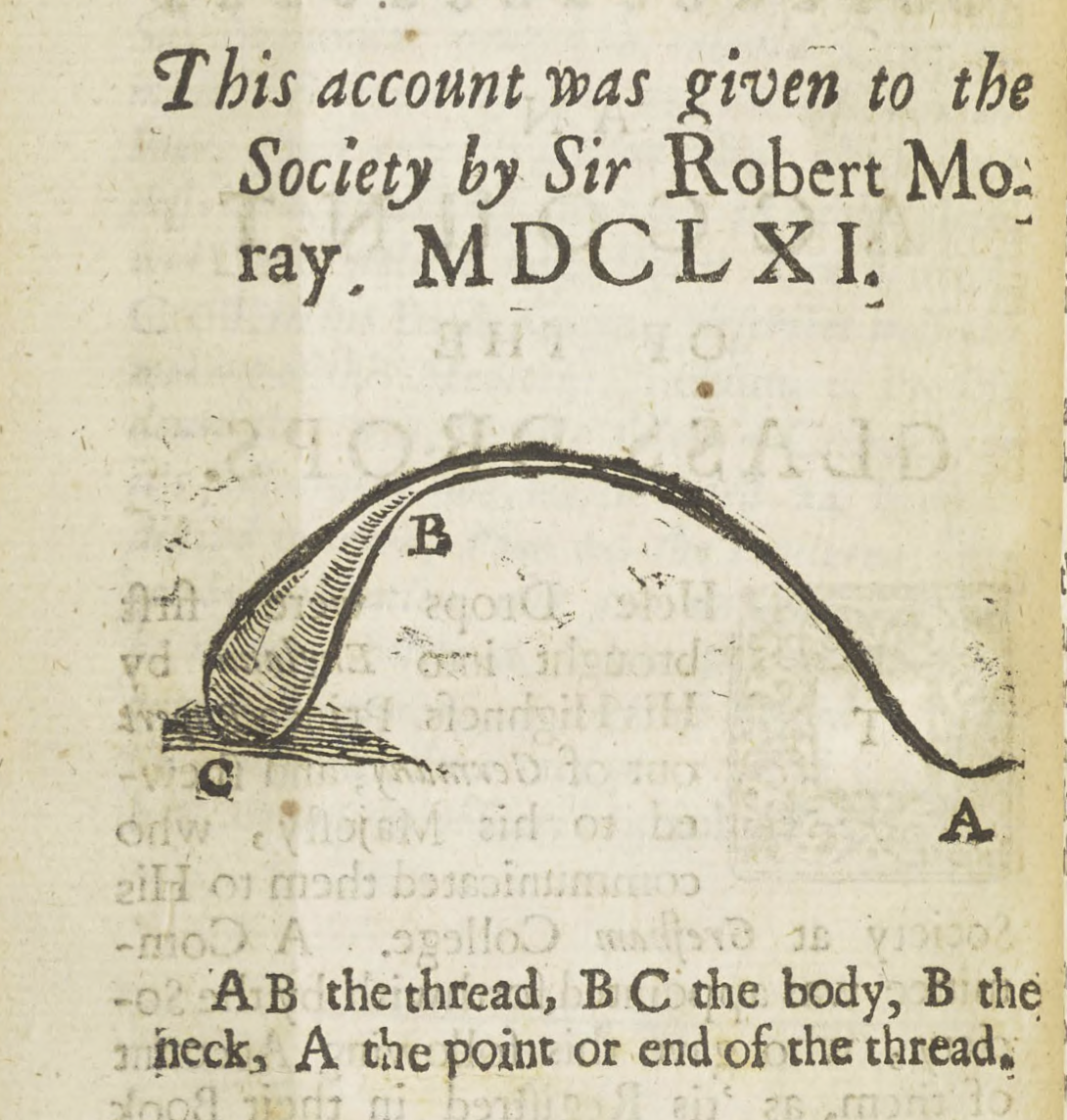
《유리 방울에 관한 기록》(1661년)에서 로버트 모레이 경이 기술한 루퍼트 왕자의 눈물에 대한 도해.

루퍼트 왕자의 눈물은 녹은 유리 방울을 찬물에 떨어뜨려 만든다. 유리는 물속에서 바깥쪽에서 안쪽으로 급속히 냉각되어 굳는다. 이러한 열적 담금질 과정은 급속 냉각된 구의 단순화된 모델로 설명할 수 있다. 루퍼트 왕자의 눈물은 두 가지 특이한 기계적 특성으로 인해 거의 400년 동안 과학적 호기심의 대상이 되어왔다. 꼬리 부분을 자르면 방울이 폭발적으로 가루가 되어 부서지는 반면, 둥근 머리 부분은 최대 664,300 뉴턴(67,740 kgf)의 압축력을 견딜 수 있다.
폭발적 파괴는 꼬리를 자를 때 발생하는 다중 균열 분기 현상 때문에 일어난다. 꼬리 중심부의 인장 잔류 응력장에서 단일 균열이 가속되다가 초당 1,450-1,900 미터(시속 3,200-4,300 마일)의 임계 속도에 도달하면 분기된다. 이러한 빠른 속도 때문에 균열 분기로 인한 파괴 과정은 꼬리 부분을 들여다보고 고속 이미징 기법을 사용해야만 추론할 수 있다. 아마도 이것이 방울의 이러한 특이한 성질이 수세기 동안 설명되지 못한 이유일 것이다.
방울의 두 번째 특이한 성질인 머리 부분의 강도는 머리 외부 표면 부근에 존재하는 최대 700 메가파스칼(100,000 psi)에 달하는 큰 압축 잔류 응력의 직접적인 결과이다. 이러한 응력 분포는 유리의 자연적인 응력 유도 복굴절 특성을 이용하고 3차원 광탄성 기법을 적용하여 측정된다. 잔류 압축 응력으로 인한 높은 파괴 인성 덕분에 루퍼트 왕자의 눈물은 강화 유리의 가장 초기 사례 중 하나가 되었다.

## 역사

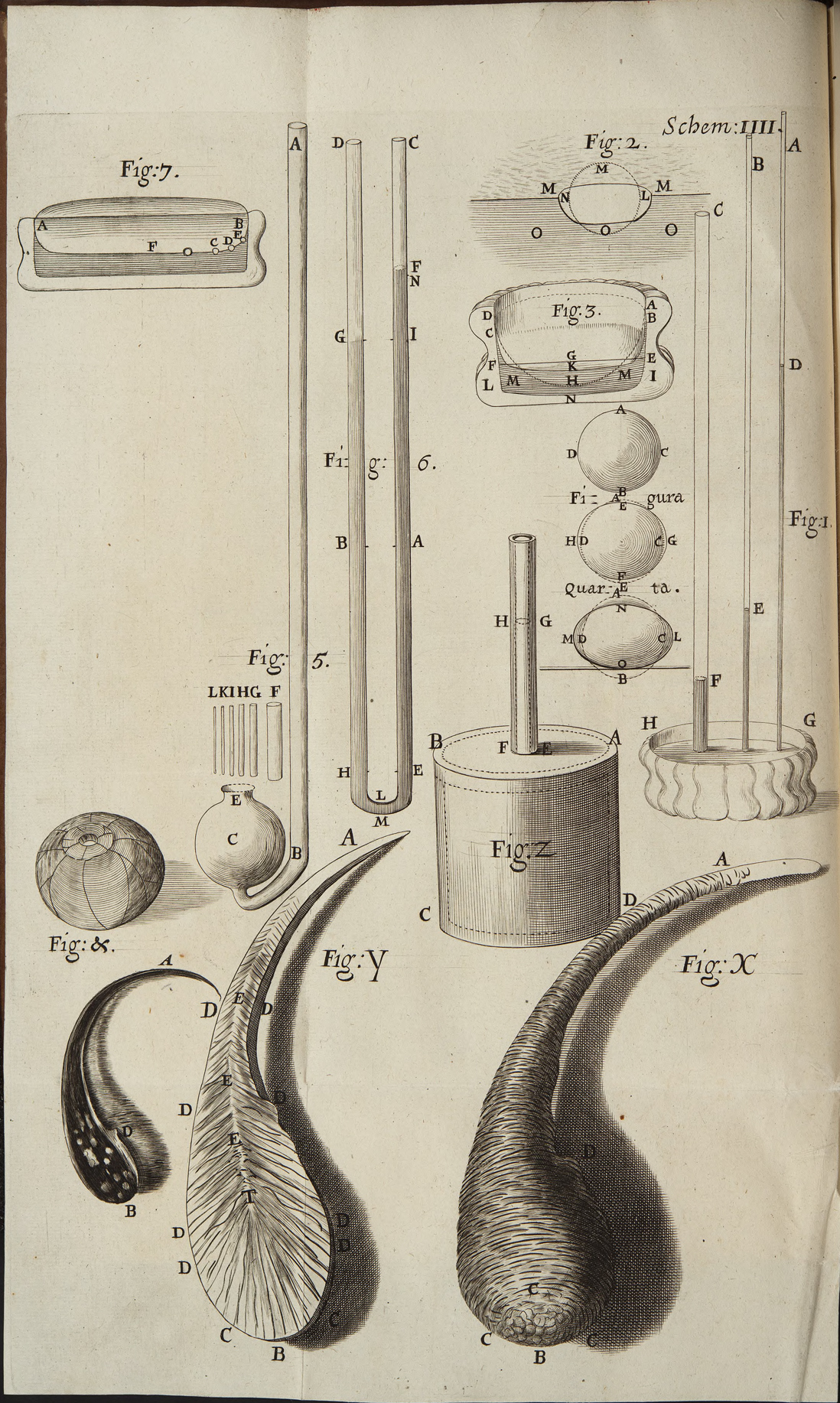
로버트 훅의 《미크로그라피아》(1665년)에 실린 유리 방울의 묘사

유리 방울을 만드는 방법은 로마 제국 시대부터 유리 제작자들에게 알려져 있었을 것이라는 주장이 있다.
네덜란드의 발명가 코르넬리스 드레벌의 발명으로 여겨지기도 하는 이 방울은 당대의 기록에서 '프로이센의 눈물'(lacrymae Borussicae)이나 '네덜란드의 눈물'(lacrymae Batavicae)이라고도 불렸다.
북독일 메클렌부르크 지역에서는 1625년만큼 이른 시기에 이 방울에 대한 검증 가능한 기록이 등장한다. 이 방울이 유럽 전역에 장난감이나 호기심을 자극하는 물건으로 퍼져나갔음에도 불구하고, 제작 방법의 비밀은 한동안 메클렌부르크 지역에 남아있었다.
네덜란드의 과학자 콘스탄테인 하위헌스는 뉴캐슬 공작부인 마거릿 캐번디시에게 이 방울의 특성을 조사해달라고 요청했다. 실험을 수행한 후 그는 소량의 휘발성 액체가 내부에 갇혀 있다는 견해를 밝혔다.
루퍼트 공이 이 방울을 발견한 것은 아니지만, 1660년 영국에 이를 가져옴으로써 그 역사에서 중요한 역할을 했다. 그는 방울을 찰스 2세에게 선물했고, 찰스 2세는 1661년에 전년도에 설립된 왕립학회에 과학적 연구를 위해 전달했다. 왕립학회의 초기 간행물 여러 편에서 이 방울에 대한 설명과 수행된 실험들을 기술하고 있다. 이러한 간행물 중에는 후에 훅의 법칙을 발견하게 되는 로버트 훅의 《미크로그라피아》(1665년)가 있었다. 이 저작은 당시로서는 완전한 이해가 불가능했던 탄성(이후 훅 자신이 연구에 기여하게 됨)과 균열 전파로 인한 취성 재료의 파괴에 대한 이해 없이도 루퍼트 왕자의 눈물에 대해 말할 수 있는 대부분의 내용을 정확하게 서술했다. 균열 전파에 대한 더 완전한 이해는 1920년 A. A. 그리피스의 연구를 기다려야 했다.
1994년, 퍼듀 대학교의 공학 교수 스리니바산 찬드라세카르와 케임브리지 대학교 재료 그룹의 책임자 무나와르 차우드리는 고속 프레임 사진 기법을 사용하여 방울이 부서지는 과정을 관찰했다. 그들은 방울의 표면이 매우 높은 압축 응력을 받는 반면, 내부는 높은 인장력을 받아 불균형한 평형 상태가 만들어지며, 이는 꼬리가 부러지면 쉽게 교란될 수 있다는 결론을 내렸다. 하지만 루퍼트 왕자의 눈물 전체에 걸쳐 응력이 어떻게 분포되어 있는지에 대한 의문은 여전히 남아있었다.
2017년에 발표된 후속 연구에서 이 팀은 에스토니아 탈린 공과대학의 힐라르 아벤 교수와 협력하여 투과형 편광경을 사용했다. 적색 LED에서 나온 빛이 유리 방울을 통과할 때 발생하는 광학적 지연을 측정하고, 이 데이터를 사용하여 방울 전체의 응력 분포를 구성했다. 이를 통해 방울 머리 부분의 표면 압축 응력이 이전에 생각했던 것보다 훨씬 높은 최대 700 메가파스칼(100,000 psi)에 달한다는 것이 밝혀졌다. 그러나 이 표면 압축층은 매우 얇아서 방울 머리 지름의 약 10%에 불과했다. 이로 인해 표면은 높은 파괴 강도를 가지게 되어, 방울을 깨뜨리기 위해서는 내부 인장 영역으로 균열이 진입해야만 한다. 표면의 균열은 표면과 평행하게 성장하는 경향이 있어 인장 영역으로 진입할 수 없지만, 꼬리 부분의 교란은 균열이 인장 영역으로 진입하도록 만든다.
루퍼트 왕자의 눈물의 초기 역사에 대한 학술적 설명은 초기 과학적 연구의 대부분이 이루어진 런던 왕립학회의 《노츠 앤 레코드》에서 찾아볼 수 있다.

## 과학적 용도
담금질을 통한 강화 유리 제조 공정은 아마도 이 방울에 대한 연구에서 영감을 받았을 것이다. 이는 V. 드 뤼네스가 자신의 실험 결과를 발표한 지 1년 후인 1874년에 파리의 프랑수아 바르텔레미 알프레드 로예 드 라 바스티에가 영국에서 특허를 받았다.
19세기부터 화산 용암이 특정 조건에서 루퍼트 왕자의 눈물과 유사한 형태를 만들어낸다는 사실이 알려져 있었다. 최근에는 브리스틀 대학교와 아이슬란드 대학교의 연구진이 실험실에서 루퍼트 왕자의 눈물의 폭발적 파쇄로 생성된 유리 입자를 연구하여 활화산에서 축적된 열응력에 의해 발생하는 마그마 파쇄와 화산재 형성을 더 잘 이해하고자 했다.

## 문학적 언급
루퍼트 왕자의 눈물은 파티에서 구경거리로 사용되었기 때문에 17세기 후반에는 오늘날보다 훨씬 더 널리 알려져 있었다. 당시 문학 작품에서의 사용을 보면 교양 있는 사람들(또는 "상류 사회"의 사람들)이 이를 잘 알고 있었을 것으로 추정된다. 새뮤얼 버틀러는 1663년 자신의 시 《허디브라스》(Hudibras)에서 이 방울을 은유로 사용했으며, 피프스는 자신의 일기에서 이 방울을 언급했다.
이 방울은 《그레샴 칼리지의 발라드》(Ballad of Gresham College, 1663년)의 한 구절에서 불멸의 문장이 되었다.
그리고 그들의 명성을 더욱 높인 것은,

많은 노력 끝에 그들이 왕에게 보여준 것,

유리 단추가 가루로 변하는 것을,

단지 그것의 꼬리를 비틀기만 하면.

이렇게 작은 힘으로 어떻게 이루어졌는지가

칼리지의 한 달 토론거리가 되었다네.

일기 작가 조지 템플턴 스트롱은 (제4권, 122쪽) 1867년 겨울 뉴욕시 이스트 리버에서 보행자들이 걷던 얼음이 갑자기 위험하게 깨진 것을 "얼음이 마치 루퍼트 왕자의 눈물처럼 한순간에 조각으로 깨져버렸다"고 기록했다.
알프레드 자리의 1902년 소설 《초인》(Supermale)에서는 초인의 몸에 11,000 볼트의 전기를 통과시키려다 실패한 장치에서 떨어지는 녹은 유리 방울을 비유하면서 이 방울을 언급했다.
지그문트 프로이트는 《집단 심리학과 자아 분석》(1921년)에서 군대 집단의 해체를 논하며 지도자 상실로 인한 공황을 언급했다. "집단은 마치 루퍼트 왕자의 눈물의 꼬리가 부러졌을 때처럼 먼지처럼 사라진다."
E. R. 에디슨의 1935년 소설 《여주인들의 여주인》에서는 마지막 장에서 피오린다가 일련의 루퍼트 방울을 터뜨리는 장면에서 이를 언급한다.
마이클 인즈(J. I. M. 스튜어트)의 1940년 추리소설 《안개와 눈이 함께 왔다》(There Came Both Mist and Snow)에서 한 등장인물이 이 방울을 "베로나 방울"이라고 잘못 부르는데, 이 오류는 소설 말미에서 탐정 존 애플비 경에 의해 정정된다.
프리츠 라이버는 1943년 중편소설 《아내가 마법을 쓴다》(Conjure Wife)에서 루퍼트 왕자의 눈물을 여러 등장인물의 변덕스러운 성격을 비유하는 데 사용했다. 이 소도시 대학 교수들은 평온하고 영향받지 않는 것처럼 보이지만 "실오라기를 살짝 건드리기만 해도" "폭발"한다.
피터 캐리는 1988년 소설 《오스카와 루신다》에서 한 장을 이 방울에 할애했다.
프로그레시브 록 밴드 킹 크림슨의 1970년 세 번째 정규 음반 《Lizard》의 표제곡에는 가상의 루퍼트 공을 언급하는 부분(Prince Rupert Awakes)과 "유리 눈물의 전투"(The Battle of Glass Tears)라는 제목의 긴 악장이 포함되어 있다.

## 같이 보기
- 열 장력
- 볼로냐 병

## 더 읽어보기
- Albergotti, Clifton (1989). “Prince Rupert's drops in literature”. 《The Physics Teacher》 27 (7): 530–2. Bibcode:1989PhTea..27..530A. doi:10.1119/1.2342858.
- Sir Robert Moray (1661). "An Account of the Glass Drops", Royal Society (transcribed, archive reference).